# 東明寺 (川越市)
東明寺（とうみょうじ）は、埼玉県川越市志多町にある時宗の寺院である。山号は稲荷山（いなりさん）、院号は称名院（しょうみょういん）、本尊は虚空蔵菩薩。

## 歴史
13世紀に一遍上人開基の時宗の古刹。稲荷山称名院東明寺。本尊は虚空蔵菩薩で慈覚大師作である。
東明寺は河越氏の荘園（河越荘）の東端に広い寺領を有していた。

## 河越夜戦
天文15年（1546年）4月20日、小田原の後北条氏の武蔵国進出を決定づけた上杉氏との合戦・河越夜戦の激戦地は東明寺の広い寺領であった。境内には「河越夜戦跡」の石碑がある。川越市指定史跡。また、将兵の遺骸を納めた富士塚や大銀杏が今も残っている。河越夜戦は「東明寺口合戦」ともいう。
松本清張の推理小説『黒い空』はこの河越夜戦が事件の鍵を握る話である。
その一方で、近年では東明寺一帯は中世期から大規模な墳墓群が形成されており、河越夜戦の犠牲者とされる人骨も当時の河越住民の遺骨とする説も出されている。

## 交通アクセス
川越駅から「東明寺前」バス停下車